# Bert Acosta
Bertrand Blanchard "Bert" Acosta, född 1 januari 1895 i San Diego, Kalifornien, död 1 september 1954 (i cancer) i Denver, Colorado, var en amerikansk flygpionjär.

## Karriär
I sin ansökan till US Navy skrev Acosta att han lärde sig flyga redan år 1910, och att han samma år byggde sitt eget flygplan. Han fortsatte med flygplanskonstruktioner och experiment fram till 1912 då Glenn Curtiss fick upp ögonen för honom. Curtiss anställde honom som mekaniker till ett amfibieprojekt som var under utveckling vid Curtiss Aeroplane and Motor Corp. Samtidigt passade han på att förbättra sina flygkunskaper vid Curtiss flygskola.
1915 for han till Kanada där han anställdes som flyglärare vid Royal Flying Corps och Royal Naval Air Service i Toronto. Här utbildade han ett stort antal brittiska och kanadensiska flygare som senare skulle delta i första världskriget. Han utsågs 1917 till skolflygchef vid US Armys flygande avdelning U.S. Signal Corps vid Hazelhurst Field på Long Island. Året efter blev han assistent till överste E. J. Hall som ledde Bureau of Aircraft Production, där man utförde typgranskning och provflygning av nya flygplanskonstruktioner. Dessutom arbetade han som konsult och testpilot för Curtiss Aeroplane and Motor Corp, J. L. Aircraft, Netherlands Aircraft Co, Remington Burnelli, Wright Aeronautical Corp och Bee Line med flera. Testflygningarna innebar att han flög en mängd olika flygplan och han räknades som en av USA:s mest erfarna piloter. Han utnämndes till löjtnant i US Navy 1925. Han deltog även som militär pilot under det spanska inbördeskriget 1936, där han var chef för Yankee Squadron.

## Tävlingsflygaren
Acosta var den första amerikanska pilot som nådde flyghastigheten 200 miles/h. Tillsammans med Clarence D. Chamberlin satte han 1927 ett uthållighetsrekord på 51 timmar, 11 minuter och 25 sekunder med en flygning i ett Bellanca monoplan över Roosevelt Field. Under 1920-talet medverkade han ett flertal gånger i flygtävlingen Pulitzer Trophy Race. Vid första försöket 1920 i Long Island tävlade han för Aero Club of New York, och slutade trea. Han ställde även upp i tävlingen 1921 som hölls i Omaha där han segrade med flygplanet Curtiss R-1. 

## Postflygaren
Efter freden 1918 fick han i uppdrag att kartlägga nationen från luften för att få fram underlag för postflyglinjer. Han flög till 60 olika amerikanska städer för att hitta lämpliga landningsstråk. Hans utabetade flyglinjer kom att bilda basen, när piloterna från Air Corp tog över postflygningarna.
29 juli 1920 utforskade han tillsammans med kapten Eddie Rickenbacker den första postlinjen mellan New York och San Francisco. I september samma år inleddes de reguljära postflygningarna mellan städerna. 8 augusti 1920 utförde han tillsammans med S.C. Eaton den första transkontinentala flygningen med post, när man levererade 100 brev från New York till Oakland. Flygtiden blev 36 timmar och 40 minuter, men de regulgära postflygningarna mellan de två städerna inleddes först i september 1921. 

## Flygning över Atlanten
Acosta var pilot på amiral Byrds flygning över Atlanten med flygplanet America 1927. Flygningen innebar, när den genomfördes, ett viktrekord för ett startande flygplan. Flygplanet inklusive last vägde över 7 500 kilo. Samtidigt var det den första postflygningen mellan Amerika och Europa. 

## Familjen
Acosta gifte sig första gången 1918, men äktenskapet varade bara till 1920. Han gifte om sig med Helen Belmont Pearsoll 3 augusti 1921, men av flera orsaker varade deras förhållande bara några år, och de separerade utan att formellt avbryta äktenskapet. Under den period Acosta var aktiv flygare kunde han hantera sitt beroende av sprit. Trots att han var eftersökt av polisen ett flertal gånger efter att ha framfört fordon berusad och även periodvis satt inlåst, var han mycket populär som person bland vänner och kolleger. När hans aktiva period som flygare upphörde ökade hans missbruk. Han avled av cancer på ett sanatorium, där han vistades för komma bort från spriten och få vård för sin tuberkulos.